# Tchaj-chu
Tchaj-chu (čínsky pchin-jinem Tai Hu, znaky 太湖) je jezero v Čínské lidové republice, v provinciích Ťiang-su a Če-ťiang). Je asi 60 km dlouhé a 45 km široké. Má rozlohu 2425 km².

## Vlastnosti vody
Voda v jezeře je sladká a silně znečištěná.

## Vodní režim
V období letních dešťů je jezero plné, v zimě se stává mělkým. Leží jižně od řeky Jang-c’-ťiang a západně od Velkého kanálu, se kterým je spojené systémem nevelkých řek. Z Tchaj-chu odtéká přes Su-čou řeka Su-čou, které se v Šanghaji vlévá do Chuang-pchu-ťiangu.

## Využití
Na jezeře je rozvinutá vodní doprava, využívá se pro zavlažování rýžových polí. Je bohaté na ryby.
Tchaj-chu patřilo k vyhledávaným turistickým místům, žily v něm desítky živočichů. Kvůli nečinnosti úřadů a hlavně existenci mnoha chemických závodů v okolí jezera je jezero ve velmi špatném ekologickém stavu.

## Znečištění
Okolo jezera a v přilehlém stejnojmenném okolí se nalézá více než 20 000 chemických podniků, které vypouštějí nevyčištěnou vodu s jedovatými látkami přímo do jezera, jež slouží jako třetí největší zásobárna pitné vody v Číně. Kontaminace způsobena mnohými kancerogenními látkami (rtuti, benzenu, arzenu, ...) dosáhla takového stupně, že musely být přerušeny dodávky pitné vody pro dva miliony obyvatel.
V červnu 2007 se čínská vláda rozhodla jezero zachránit. Bylo potrestáno několik odpovědných pracovníků, továrny musely do června 2008 splnit nová ekologická opatření. Všechna města v okolí jezera do něho musela vypouštět pouze vyčištěnou vodu, mnohá proto musela vybudovat nové čističky odpadních vod. Továrnám bylo nařízeno, aby instalovaly moderní čisticí systémy, pokud stanovené podmínky nesplní, budou dočasně uzavřeny.
Paradoxně má ale nyní začít proces s ochráncem životního prostředí, který dlouhodobě bojoval za čistotu jezera. Wu Li-chung usiluje o nápravu katastrofálního stavu jezera Tchaj-chu ležícího na východě země už léta. Za to, že obviňoval úřady z nečinnosti, čelí soudnímu procesu. Jeho slova přitom nyní potvrdil čínský premiér Wen Ťia-pao, který přikázal vyšetřit, kdo je za znečištění jezera odpovědný.